# Toponímia de Mèxic

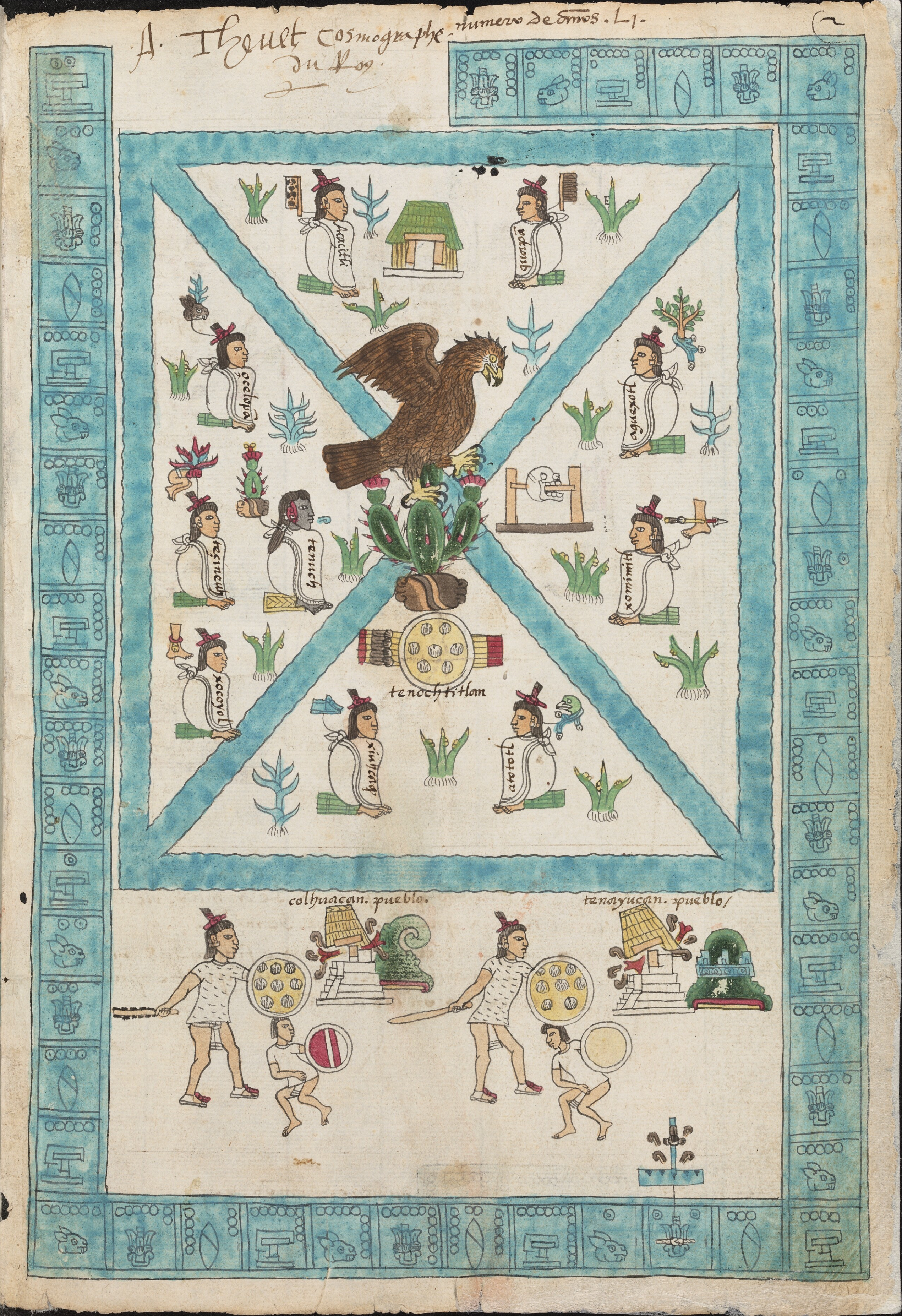
Imatge de México-Tenochtitlán al Còdex Mendoza

La toponímia de Mèxic data del segle xiv. Mèxic rebé el mateix nom de la seva capital, la ciutat de Mèxic, el nom oficial de la qual era México-Tenochtitlán, en referència al nom nàhuatl de la tribu asteca que la fundà, els mexiques. El nom oficial del país és els "Estats Units Mexicans" (Estados Unidos Mexicanos, en castellà), des de 1824, ja que és una federació integrada per trenta-un estats. Informalment, tanmateix, també s'utilitza el nom de República Mexicana.

## Etimologia
El nom de Mèxic prové del nàhuatl mexiko, mexihko (pron. [meːʃiʔko]), si bé que no se sap amb precisió el seu significat. Segons una llegenda asteca, Huitzilopochtli, el déu de la guerra i patró dels mexiques, una tribu nahua, els donà el seu nom. La interpretació més probable és que el nom prové de Mexitl o Mexi, un nom secret del déu, en el qual cas, Mèxic vol dir "Lloc on viu Mexi Huitzilopochtli". Una altra teoria suggereix que el mot es deriva de metztli (lluna), xictli (melic, centre o fill), i el sufix -co (lloc), i per tant, significa "lloc al centre de la lluna" o "lloc al centre del llac lluna", en referència al Llac de Texcoco. A la vall de Mèxic hi havia un sistema de llacs interconnectats, entre els quals hi era Texcoco, el més gran, el qual tenia la forma d'un conill, la mateixa figura els asteques veien a la topografia de la lluna. México-Tenochtitlán es bastí sobre una illa al centre d'aquest llac i, per tant, es trobava al "centre (o al melic) del llac (conill o lluna)". Tanmateix, s'ha suggerit que aquesta interpretació no és del tot plausible, atesa la quantitat vocàlica de la /ī/ de xīc- (melic), i la caiguda irregular del grup -tz- de metz-. Altres interpretacions suggereixen que prové de metl-, "maguei" o atzavara. Aquesta hipòtesi, suggerida per primera vegada per Toribio de Benavente, que deia que el nom es derivava de metl- i xictli- i el locatiu -co i, per tant, volia dir "lloc al melic del maguei".
Des dels temps de la conquesta de Mèxic, hi ha hagut diverses propostes, esotèriques i fins i tot forassenyades, sobre el significat de Mèxic. Els cronistes religiosos del període colonial, debatien la qüestió de la procedència dels habitants nadius d'Amèrica a partir dels textos bíblics, i la conclusió predominant era que descendien de les "tribus perdudes d'Israel". El dominic Gregorio García i altres religiosos afirmaven que "Mexitli", el cabdill que guià els mexiques en llur peregrinació des d'Aztlán era un trasssumpte del Messies. Fins i tot Servando Teresa de Mier compartia aquesta opinió, i afirmà que Mecsi equivalia al "ungit o "Crist". Manuel Orozco y Berra, mexicanista del segle xix, fa derivar el nom dels mexiques d'óxitl (trementina), pintura amb la qual el déu Huitzilopochtli distingí la seva tribu escollida des de la seva marxa d'Aztlán, i per tant, els mexitli (mexiques) eren els "ungits" o "elegits".

## Evolució fonètica i l'ortografia normativa

Mapa antic que presenta les grafies Méjico, Oajaca i Tejas

El mot nàhuatl, Mexihco es pronunciava [meːʃiʔko], i fou transliterat com a México en castellà, en fer ús de la fonètica medieval espanyola, en què l'x representava la fricativa postalveolar sorda (/ʃ/, com el so català a "peix"). La j representava aleshores la fricativa postalveolar sonora (/ʒ/, com l'actual catalana). Durant el segle xvi, tots dos sons s'havien fusionat en una fricativa postalveolar sorda; així, ambdues lletres representaven el mateix so (/ʃ/). Posteriorment, aquest so evolucionà cap a una fricativa velar sorda (/x/, l'actual so de la j castellana), i la pronúncia de Mèxic en castellà, també canvià a [ˈmexiko].
Ja que tant la x com la j representaven el mateix nou so, i mancant una convenció ortogràfica establerta, moltes paraules que havien tingut la fricativa postalveolar sorda en el passat, començaren a escriure's en castellà amb j (p. ex. era comú trobar les variants exército i ejército tot i que, per la seva historicitat, l'ortografia correcta hauria d'haver estat exército tot i que totes dues es pronunciaven igualment). La Real Academia Española, fou establerta el 1713, i un dels seus propòsits era simplificar l'ortografia. Els seus membres acordaren que la j hauria de representar la fricativa velar sorda sense importar l'origen de la paraula, i que l'x hauria de representar el so /ks/.
Tanmateix, hi hagué una ambivalència en l'aplicació d'aquesta normativa en els topònims antics, sobretot a Mèxic, on les variants México i Méjico (així com Oaxaca i Oajaca, Xalisco i Jalisco o Texas i Tejas) s'usaven de manera indistinta. (De fet, hi havia ambivalència també en alguns noms i cognoms, i en l'actualitat hi han sobreviscut variants com ara Xavier i Javier, Ximénez i Jiménez). En alguns casos, l'ortografia dels topònims mexicans s'adequà a les noves regles (com ara Jalisco o Guanajuato), però d'altres no canviaren, i es conservà l'x fins a l'actualitat, com és el cas de México.
México és l'única variant ortogràfica utilitzada a Mèxic, i a la majoria dels països de l'Amèrica Llatina, mentre que la variant Méjico s'ha utilitzat principalment a Espanya, l'Argentina i l'Uruguai. En la dècada de 1990, la Real Academia Española establí que l'ortografia normativa recomanada en castellà és México. Així i tot, la variant Méjico és correcta, però no recomanable, i s'utilitza esporàdicament.

## Els noms històrics del país

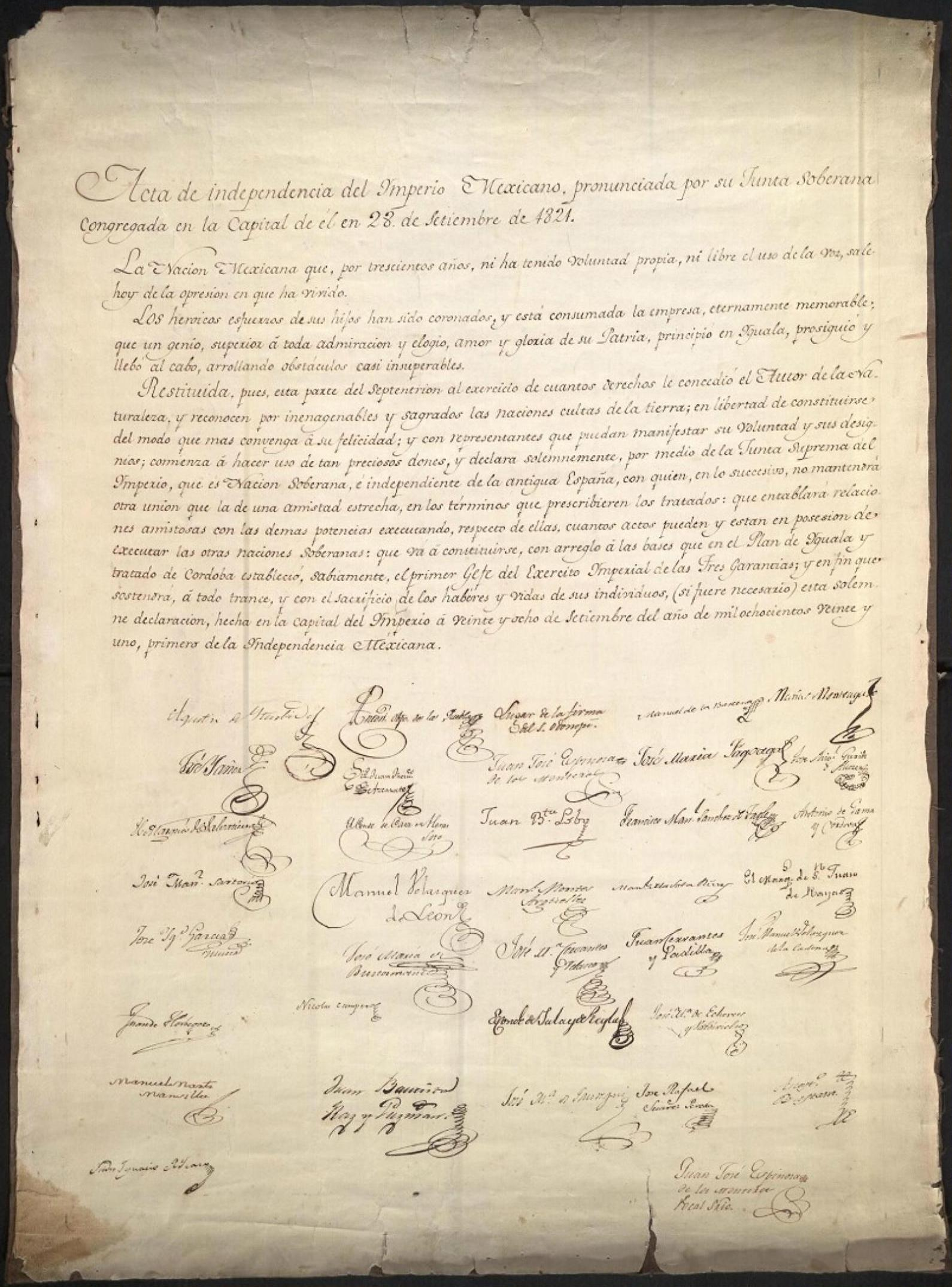
Acta d'independència de l'Imperi Mexicà

Després del setge de Tenochtitlán, el 1521, la ciutat fou gairebé completament destruïda, i reconstruïda durant els tres anys següents. El 1524 fou designada municipi i capital del virregnat de la Nova Espanya, i coneguda com a México Tenustitlán, i a partir de 1585, oficialment ciudad de México. Al començament, Mèxic designava només la ciutat, tot i que després també designà la província homònima del virregnat, de la qual era capital.
Durant la dècada de 1810, diversos grups d'insurgents advocaven per la independència del virregnat de la Nova Espanya. Aquest vast territori era compost, aleshores, per diverses intendències i províncies, successores dels regnes i capitanies generals administrades des de la capital, la ciutat de Mèxic. El 1813 els diputats del Congrés de Chilpancingo, signaren la primera Declaració d'independència de Mèxic, la qual anomenava la nova nació com a "Amèrica Septentrional". El 1814, el Congrés Suprem de les forces revolucionàries reunides a Apatzingán (a l'estat actual de Michoacán), escrigueren la primera constitució de Mèxic, que anomenava la nació com a "Amèrica Mexicana". El cap de les forces revolucionàries fou derrotat per les forces reialistes, i la constitució mai no entrà en vigor. Servando Teresa de Mier, en un tractat escrit el 1820, que analitzava les raons per les quals la Nova Espanya era l'únic territori d'ultramar d'Espanya que no s'havia independitzat, trià el nom "Anáhuac" per referir-se al país. tot i que aquest mot nàhuatl feia referència al món o a l'univers terrestre (en la frase cem Anáhuac, "la terra sencera", i en què la capital, Tenochtitlan, era al "centre del món i de les aigües").
El 1821, la independència de Mèxic fou finalment aconseguida, amb l'aliança de les forces revolucionàries i realistes. Els realistes volien preservar l'statu quo del virregnat, amenaçat per les reformes liberals que s'aprovaven a la metròpoli, i establiren una monarquia constitucional, amb el nom d'"Imperi Mexicà". L'imperi es col·lapsà el 1823, i el 1824 s'escrigué la primera constitució federal, que creà la federació mexicana, amb el nom d'"Estats Units-mexicans". Les constitucions de 1857 i 1917 confirmaren aquest nom, que és l'actual. El nom d'"Imperi Mexicà" ressuscità breument durant el període monàrquic de 1863 a 1867, durant la Intervenció Francesa".